# Asaphodes amblyterma
Asaphodes amblyterma är en fjärilsart som beskrevs av Edward Meyrick 1931. Asaphodes amblyterma ingår i släktet Asaphodes och familjen mätare. Inga underarter finns listade i Catalogue of Life.